# Vorniceni
Vorniceni is een Roemeense gemeente in het district Botoșani.
Vorniceni telt 4500 inwoners.